# 緊急災害対策派遣隊

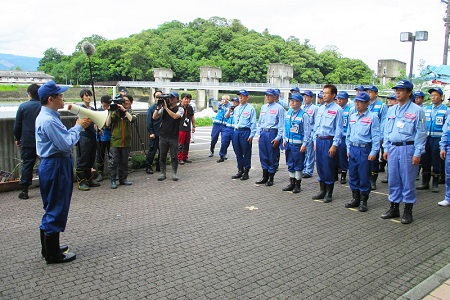
九州北部豪雨の被災地にて緊急災害対策派遣隊を激励する石井啓一国土交通大臣（左手前）（2017年7月9日）

緊急災害対策派遣隊（きんきゅうさいがいたいさくはけんたい、英称：Technical Emergency Control Force）は、地震・水害・土砂災害等の大規模自然災害に対応するため、被災自治体等が行う被災状況の迅速な把握、被害の発生および拡大の防止、被災地の早期復旧その他災害応急対策に対する技術的な支援を円滑かつ迅速に実施するために国土交通省に設置されたものである。英称の略でもあるTEC-FORCE（テック・フォース）で呼ばれることが多い。

## 発足の経緯
- 2008年（平成20年）5月に、河川局防災課・総合政策局技術安全課が主導して発足した。

災害復旧は、災害が発生する都度、施設を管理する各自治体が体制をとって対応してきたが、被害が起こる前の事前準備という側面で見ると、特に大規模な災害が発生した地域においては人的にも技術的にも十分な事前の準備ができていたとは言えなかった。そこで、今後増大するであろう自然災害への対応の迅速化と充実を目指し、事前に隊員を指名し研修を実施するとともに必要な資機材の準備を行い、地方公共団体の支援を実施する目的で創設された。
- 2012年（平成24年）5月29日に東日本大震災における問題点を解消し、今後発生が想定される首都直下地震や東海・東南海・南海地震等の大規模災害時において、全国からのTEC-FORCEの迅速な派遣や、派遣隊の組織を超えた被災地での統合的な運用などが可能となるよう「緊急災害対策派遣隊の設置に関する訓令」を定めた。大臣の指揮監督のもと、被災地での指揮監督権を現地の地方整備局長等に集約するなど指揮命令系統の明確化を図るとともに、TEC-FORCEを専門的に担当する事務局を設置して具体的な活動計画の策定や隊の管理・運営を行うこととした [1]。

## 概要
国土交通省本省、国土技術政策総合研究所、国土地理院、地方支分部局（地方整備局、地方運輸局、地方航空局）、気象庁に設置される。
具体的な任務は「被災状況の迅速な把握」「被害の発生および拡大の防止」「被災地の早期復旧」であり、「先遣班」「現地支援班」「情報通信班」「高度技術指導班」「被災状況調査班」「応急対策班」（以上、国土技術政策総合研究所・地方整備局が担当）「輸送支援班」（地方運輸局が担当）「地理情報支援班」（国土地理院が担当）「気象・地象情報提供班」（気象庁が担当）で構成される。

## 災害対策用機械
先遣班
先遣班が使用するものに各地方整備局が所有する災害対策用ヘリコプターがある。
- 「みちのく」（ユーロコプターAS332L2） - 東北地方整備局
- 「ほくりく号」（ベル412EP） - 北陸地方整備局
- 「あおぞら」（アグスタウエストランド AW139） - 関東地方整備局[2]
- 「まんなか」（ベル412EP） - 中部地方整備局
- 「きんき」（アグスタウエストランド AW139） - 近畿地方整備局[3]
- 「おりづる」（アグスタウエストランド AW139） - 中国地方整備局 [4]
- 「愛らんど号」（ベル412EP） - 四国地方整備局
- 「はるかぜ」（アグスタウエストランド AW139） - 九州地方整備局

情報通信班

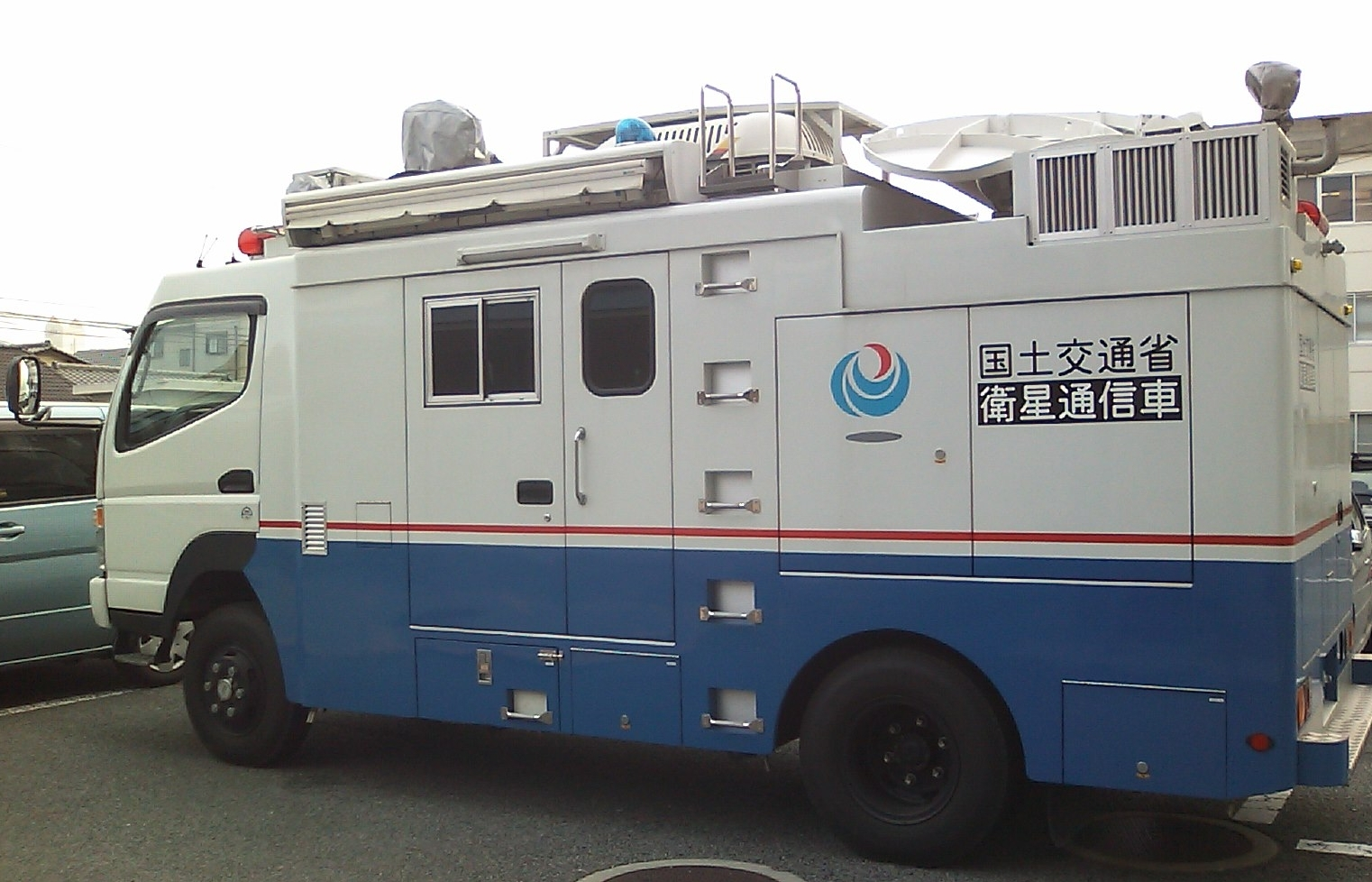
衛星通信車

- 衛星通信車 - 災害現場における通信手段の確保や情報収集を行う。
- 衛星小型画像転送装置 - Ku-SATとも呼び、可搬型で災害現場に搬入し、カメラ（ビデオカメラ等）で撮影した画像を通信衛星（JCSAT）を利用して画像伝送する。なお、リアルタイムの動画像伝送が可能。

応急対策班
- 排水ポンプ車
- 遠隔バックホー
- 照明車
- 土のう造成機
- 橋梁点検車
- 対策本部車-災害現場で打合せ等に使用する。
- 大型土のう袋詰機（九州地方整備局）[5]
- 遠隔ラフテレーンクレーン（北陸地方整備局）

応急対策班
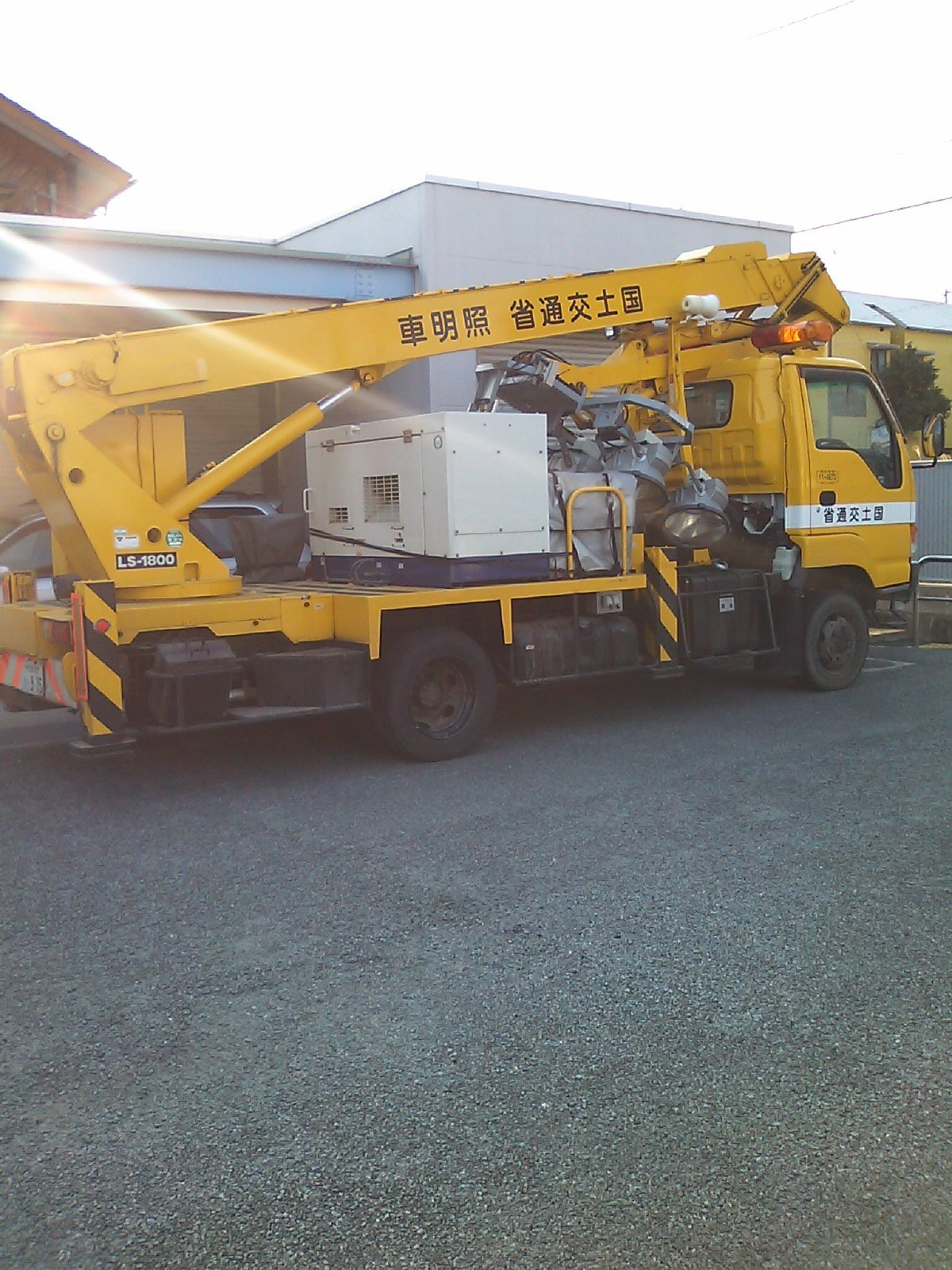
照明車
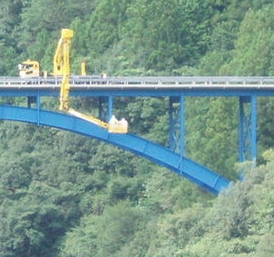
橋梁点検車
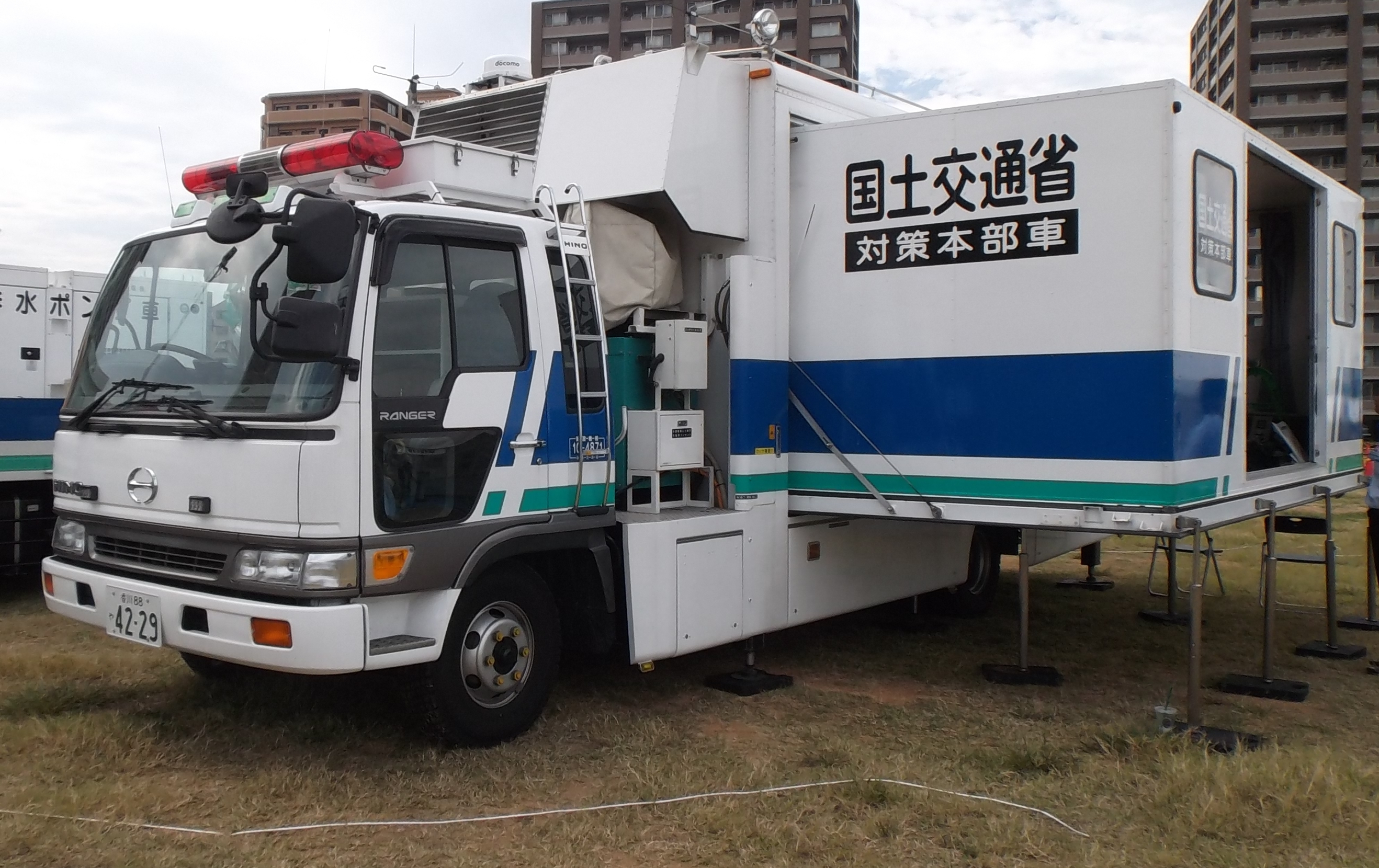
対策本部車
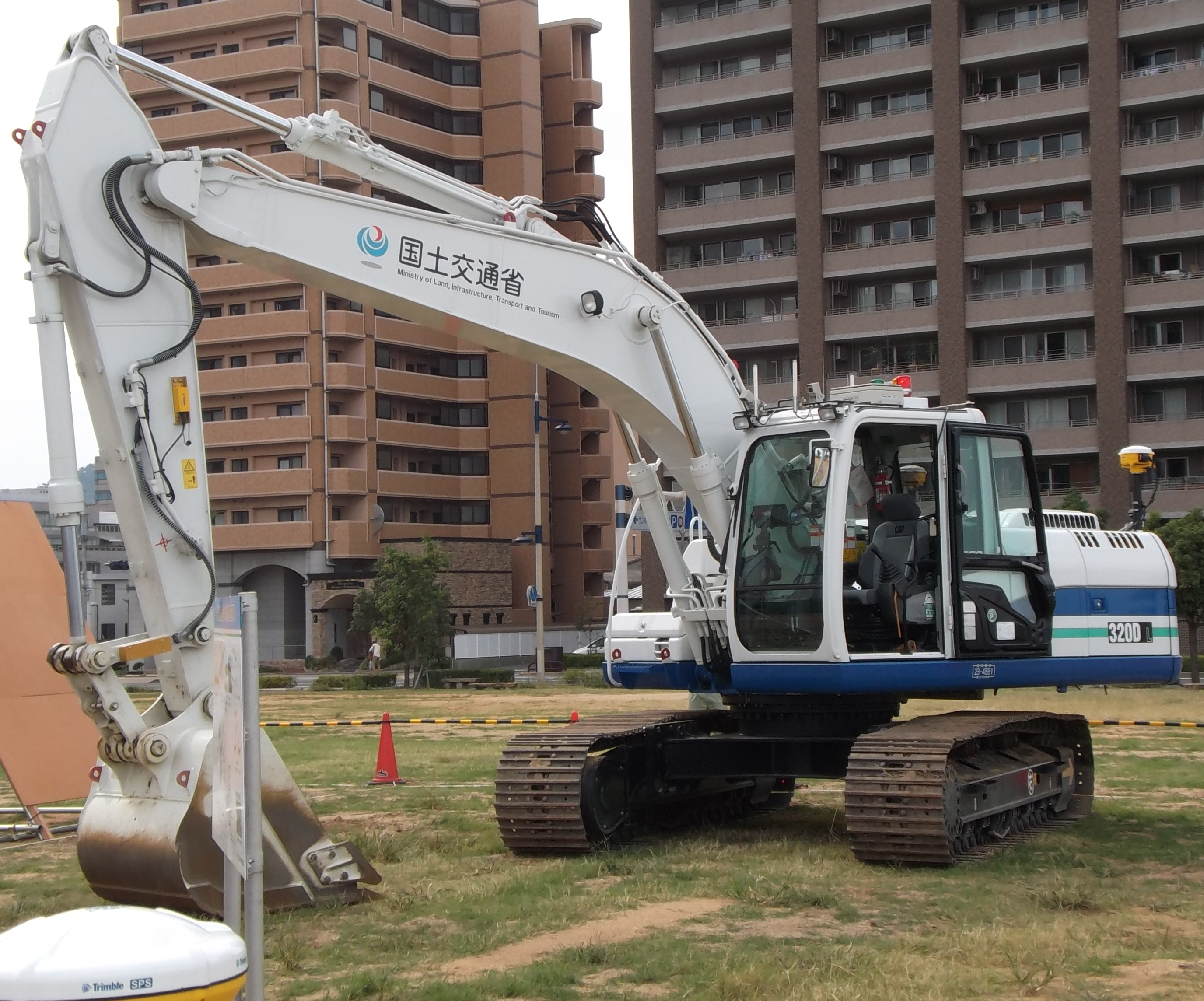
遠隔バックホー

## 国内派遣活動
- 2008年6月：岩手・宮城内陸地震被災地に先遣班、高度技術指導班、土砂災害危険箇所点検緊急支援チーム、応急対策班（照明車、遠隔バックホウ、排水ポンプ車を配備）、情報通信班（衛星通信車、Ku-SATを配備）を派遣。派遣された人数は437人、機械37台であった。
- 2009年7月：平成21年7月中国・九州北部豪雨に本省2人、中国地整42人、中部・近畿・四国地整15人派遣。排水ポンプ車5台、照明車7台等を山口県防府市等に派遣[6]。
- 2009年8月：平成21年台風第9号の被害に近畿地方整備局は8人派遣。衛星通信車1台、照明車5台等を兵庫県佐用郡佐用町等に派遣[7]。
- 2010年7月：平成22年7月豪雨（庄原豪雨）の被害に対して広島県庄原市に17日より国土技術政策総合研究所2人、河川局4人、中国地整6人、土木研究所2人を派遣。
- 2010年9月：平成22年台風第9号の大雨に中部地方整備局は、静岡県駿東郡小山町からの依頼により、9月10日から10名を派遣[8]。
- 2010年10月:鹿児島県奄美大島における平成22年10月18日から21日にかけての奄美地方の大雨 被害に対して、21日より九州地整、26日より本省高度技術支援班を派遣。照明車、衛星通信車、防災ヘリはるかぜ、愛らんどを派遣。

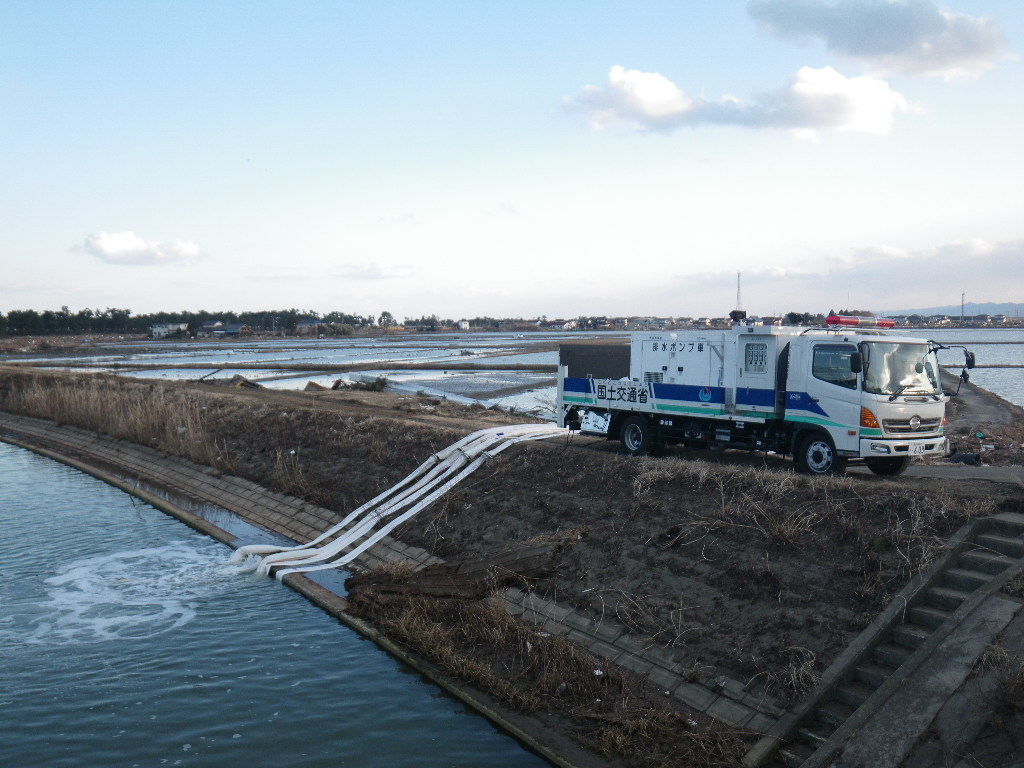
亘理町での排水作業状況

- 2011年3月：東北地方太平洋沖地震被災地に12日に災害対策ヘリコプター7機、先遣班、被災状況調査班、高度技術支援班等を派遣[9]。22日から全国各地方整備局のTEC-FORCEが市町村支援班として、12自治体の災害対策本部および現地で活動。津波により多くの浸水地域が発生しており、行方不明者の捜索活動の支援および早期復旧を図るべく排水ポンプ車により24時間体制で排水作業を実施。現在は石巻市、東松島市、亘理町、相馬市等に集中的に配置、排水作業を実施。
- 2011年7月：平成23年7月新潟・福島豪雨の被害に対して本省、東北地整、北陸地整、関東地整、中部地整から延べ198人と排水ポンプ車43台、照明車44台、災害対策ヘリコプター4機を新潟県、福島県に派遣[10]。
- 2011年9月：平成23年台風12号の被害に対して三重県に5日より国土技術政策総合研究所1人、水管理・国土保全局1人、道路局1人、中部地整2人と排水ポンプ車30台、照明車17 台を派遣[11]。8日より現地踏査による被災状況調査を開始するため、被災状況調査班等を関東地方整備局、北陸地方整備局、中部地方整備局、中国地方整備局、四国地方整備局、九州地方整備局より、計27班、105名を追加派遣[12]。
- 2012年7月：平成24年梅雨前線豪雨の被害に対して大分県竹田市の要請により13日より河川・道路施設の被害状況調査、復旧方針の技術的支援のため九州地方整備局より6名を派遣。また白川水系白川、菊池川水系合志川（国土交通省管理区間）および白川水系黒川（熊本県管理区間）で発生した堤防決壊等の被害状況についての調査、復旧方針の技術的支援や助言のため、熊本県熊本市等へ国土交通省水管理・国土保全局、国土技術政策総合研究所、九州地方整備局より9名を7月12～13日に派遣[13]。
- 2013年7月：平成25年7月28日の島根県と山口県の大雨の被害に対して7月29日より河川・道路施設の被害状況調査、復旧方針の技術的支援のため中国地方整備局より290人・日（17班）が、山口市、萩市、津和野町に、近畿地方整備局より201人・日（9班）が、津和野町および高津川に、四国地方整備局より１58人・日（7班）が、萩市に、九州地方整備局より208人・日（8班）が、山口市、萩市に派遣された[14]。
- 2013年9月：平成25年台風第18号の被害に対して9月16日より河川・道路施設の被害状況調査、復旧方針の技術的支援のため北陸地方整備局より132人・日が、近畿地方整備局より217人・日が敦賀市と若狭町と高島市と南丹市に、中部地方整備局より121人・日が、小浜市に、中国地方整備局より202人・日が、福知山市に、四国地方整備局より112人・日が、舞鶴市に、九州地方整備局より258人・日が、綾部市に派遣された[15][16]。
- 2013年10月：平成25年台風第26号の被害に対して10月16日より二次災害の防止、砂防・道路施設の被害状況調査、復旧方針の技術的支援のため大島町に夜間における救助救命活動を支援する大型照明車5台、被災地の通信を確保するための衛星通信車等合計13台を派遣[17]。
- 2014年2月：2月14日から16日の降雪に対し、関東・北陸地方整備局より埼玉県秩父市へ TEC-FORCE を延べ 35 人・日派遣し、県道210 号中津川三峯停車場線の除雪支援を実施、また、中部地方整備局より群馬県および静岡県御殿場市へ TEC-FORCE を延べ 107 人・日派遣し、除雪支援を実施[18]。
- 2014年8月：8月8日に山口県岩国市で発生した土砂災害について、山口県の要請に基づき二次災害の防止のため現地調査に国土技術政策総合研究所より2名、中国地方整備局より4名を派遣[19]。
- 2014年8月：広島市で発生した土砂災害に対して8月20日より二次災害の防止や早期復旧のため14班57名を派遣[20]。
- 2014年8月：京都府福知山市で発生した8月16日から17日にかけての大雨による、冠水被害に対して近畿地方整備局は緊急災害対策派遣隊（TEC－ FORCE）3班16名を8月18日に派遣[21]。
- 2014年9月：9月27日に発生した御嶽山の噴火の二次災害防止対策として、救助・下山支援および被災状況把握、応急対策実施ため、9月27日～10月15日まで最大19名派遣[22]。
- 2014年11月：11月22日に発生した長野県神城断層地震に対し、長野県からの要請を受け、関東地方整備局、中部地方整備局の防災ヘリ 2 機により、長野県白馬村、小川村上空等から調査を実施。関東地方整備局より、被災状況調査、映像配信等のため、白馬村、大町市、長野市へのべ 210 人日派遣、また、北陸地方整備局より、被災状況把握のため、小谷村、白馬村、長野市へのべ 211 人日派遣[23]。
- 2015年9月：平成27年9月関東・東北豪雨の被害に対して河川・道路施設の被害状況調査、復旧方針の技術的支援のため北海道開発局、東北地方整備局、関東地方整備局、北陸地方整備局、中部地方整備局、近畿地方整備局、中国地方整備局、四国地方整備局、九州地方整備局、国土地理院などよりTEC-FORCE を延べ 1,839 人・日派遣。また全国各地整から東北地方整備局管内および関東地方整備局管内へ、内水排除のため排水ポンプ車、照明車など、計15台出動[24]。
- 2016年4月：4月14日に発生した平成28年（2016年）熊本地震に対して九州地方整備局より4月15日に熊本県上益城郡益城町へ TEC-FORCE を14名派遣[25]。4月23日には、熊本県南阿蘇村阿蘇大橋地区国道57号で無人バックホウによる土砂撤去、大津町等の12市町村において、橋梁および道路施設の被災状況調査、熊本県管理の123河川における被災状況調査等に各地方整備局より414名派遣[26]。
- 2016年8月：平成28年台風第10号の被害に対し、8月30日より北海道開発局、東北地方整備局、関東地方整備局、北陸地方整備局は、帯広市、日高町、八戸市、七戸町等16市町に内水排除のための排水ポンプ車等を派遣。北海道開発局は、大樹町、新得町、南富良野町で給水支援のため散水車を派遣。31日からは、浸水や土砂災害等の被害の大きかった、北海道開発局管内には北海道開発局、関東地方整備局、中国地方整備局、四国地方整備局が東北地方整備局管内には、東北地方整備局、北陸地方整備局、中部地方整備局、近畿地方整備局からTEC-FORCEを派遣し、被災状況調査を開始。9月1日には東北地方整備局が照明車4台を追加配備（計7台）し、岩泉町役場支所や避難所等の照明を確保[27]。
- 2016年10月：10月21日に発生した鳥取県中部地震に対して10月23日より中国地方整備局は、被災した地域の建築物の危険性を判定するため職員5名を派遣した[28]。中国地方整備局は、10月28日までに河川、道路等の被災調査のためTEC-FORCE を延べ152人・日派遣した[29]。
- 2017年7月：平成29年九州北部豪雨の被害に対し、九州地方整備局九州技術事務所は7月6日より携帯電話3社による通話が不通となっている朝倉市、東峰村に衛星通信車を派遣[30]。7月7日には筑後川水系花月川の被災状況把握のため九州地方整備局はドローンによる調査を実施[31]。7月14日には、福岡県からの要請を受け実施していた、国道211号の嘉麻市桑野から朝倉郡東峰村福井までの約21キロメートル区間について九州地方整備局は道路啓開作業を完了した[32][33]。
- 2018年7月：平成30年7月豪雨に対して中国地方整備局、北海道開発局、関東地方整備局、北陸地方整備局より7月9日に広島県内に先遣班、被災状況調査班、応急対策班、広報班計84名を派遣[34]、岡山県へは東北地方整備局、関東地方整備局、中部地方整備局、中国地方整備局より総勢64名を派遣[35]。また、愛媛県と高知県へ関東地方整備局、中部地方整備局、四国地方整備局より先遣班、被災状況調査班、現地支援班64名が派遣された[36]。被災地の復旧・復興をより加速化するために、さらなる追加派遣を7月12日以降に15班、さらに北海道開発局、北陸地方整備局等からさらに6班20名を派遣した[37]。豪雨により発生した瀬戸内海の漂流物について、広島港から呉港における漂流物回収を7月9日より海洋環境整備船おんど2000(中国地方整備局所属)が7月15日から海洋環境整備船クリーンはりま(近畿地方整備局所属)が航路の安全確保のため実施した[38]、また松山港沖では海洋環境整備船いしづち（四国地方整備局所属）とみずき（四国地方整備局所属）、坂出港沖では海洋環境整備船美讃（四国地方整備局所属）が7月8日より回収を実施した[39]。
- 2018年9月：平成30年台風第21号の高潮により関西国際空港が冠水被害を受け、特にA滑走路においては備え付けている排水設備10基が停電などで十分に機能しなかったことから、近畿地方整備局は、9月5日から排水作業を開始し7日午後4時時点で26万m3もの排水を行い10日午後2時ですべての作業を完了した[40]。10日までに派遣したのは排水ポンプ車延べ60台（10台/日）、人員延べ48人となった[41]。
- 2018年9月：9月6日に発生した北海道胆振東部地震に対して東北地方整備局、関東地方整備局、北陸地方整備局から、先遣隊として、計11名を広域派遣した[42]。北陸地方整備局は8日に大型浚渫兼油回収船「白山」を飲料水、食料などの緊急支援物資輸送と現地の入浴、洗濯を支援するため苫小牧港東港区に派遣した[43]。